# Croton ramillatus
Croton ramillatus là một loài thực vật có hoa trong họ Đại kích. Loài này được Croizat mô tả khoa học đầu tiên năm 1945.